# NGC 5347
NGC 5347 ist eine 12,6 mag helle Balken-Spiralgalaxie Seyfertgalaxie mit aktiven Galaxienkern vom Hubble-Typ SBab im Sternbild Jagdhunde am Nordsternhimmel. Sie ist schätzungsweise 107 Millionen Lichtjahre von der Milchstraße entfernt und hat einen Durchmesser von etwa 50.000 Lj. 

Gemeinsam mit M 94, NGC 4228, NGC 4244, NGC 4395 und NGC 4449 ist sie Mitglied der Canes Venatici-(I)-Gruppe.
Das Objekt wurde am 2. Mai 1785 von Wilhelm Herschel mit einem 18,7-Zoll-Spiegelteleskop entdeckt, der sie dabei mit „F, pL, lbM“ beschrieb.